# Leonard Ochtman
Leonard Ochtman (21 de octubre de 1854 - 27 de octubre de 1934) fue un pintor impresionista holandés-estadounidense especializado en paisajes. Fue miembro fundador de la colonia artística de Cos Cob y de la Sociedad de Artistas de Greenwich.

## Biografía y carrera
Nació en Zonnemaire, Holanda hijo de un pintor decorativo. Su familia se trasladó a Albany, Nueva York en 1866.  Desde muy joven, Ochtman trabajó como dibujante en una empresa de carpintería en Albany. En 1879, Ochtman se trasladó a la ciudad de Nueva York, donde compartió habitación con su colega pintor, Charles Warren Eaton.

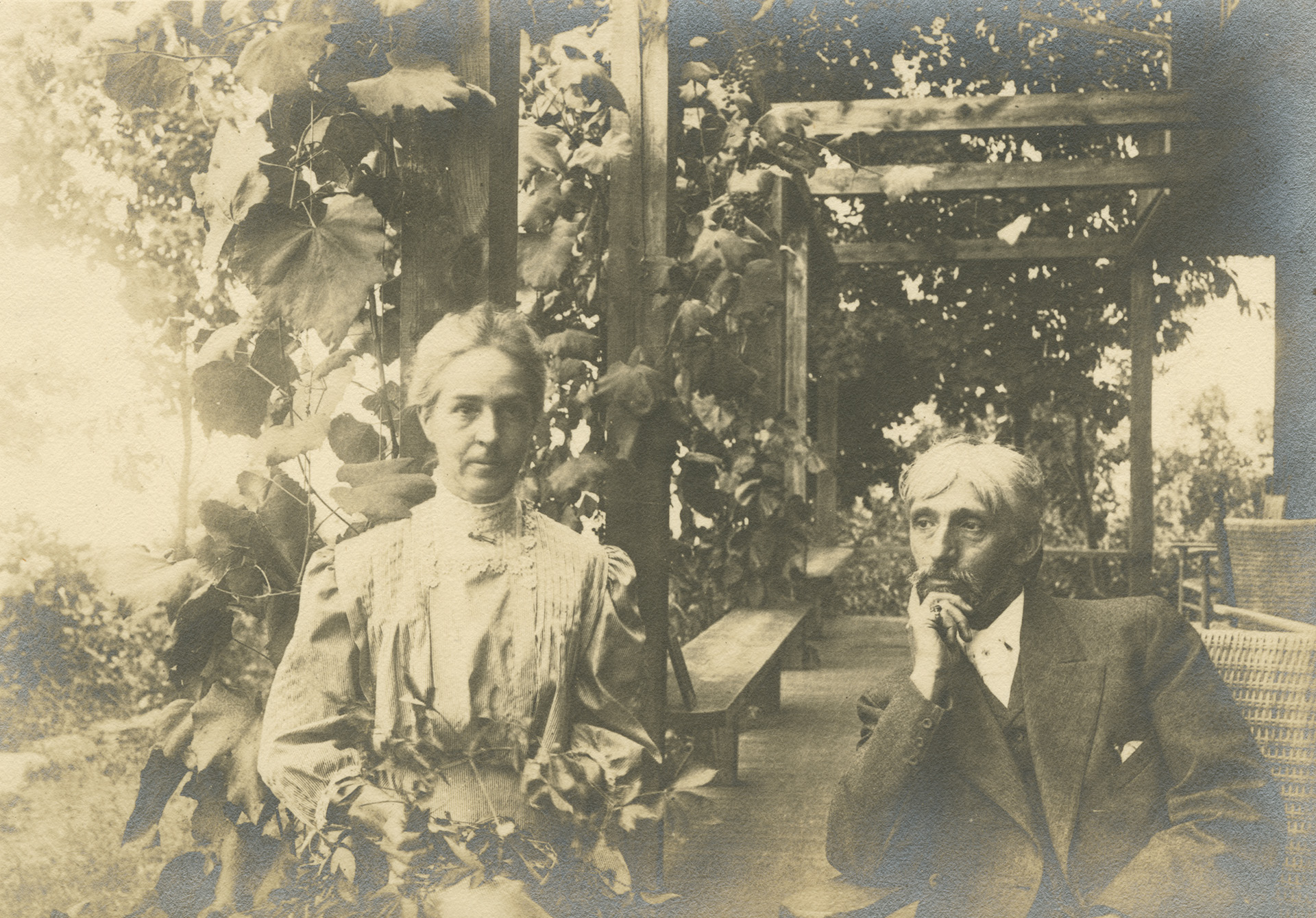
Leonard Ochtman y Mina Fonda Ochtman en Byrdcliffe, Woodstock, NY, 1906 o 1907, Impresión en plata, [https://www.nga.gov/research/library/imagecollections.html Departamento de Colecciones de Imágenes, Biblioteca de la Galería Nacional de Arte, Washington D. C.

En Nueva York, Ochtman trabajó con un grupo de artistas que fueron importantes en el desarrollo del movimiento impresionista en los Estados Unidos. Aunque tomó clases en la Art Students League de Nueva York en 1879, fue principalmente un autodidacta. Durante varios años, el estudio de Ochtman en Nueva York estuvo ubicado en el mismo edificio que el de George Inness, el decano del movimiento tonalista, y los dos pintores admiraban mutuamente las obras del otro. En 1882 comenzó a exponer paisajes en la Academia Nacional de Diseño.  Viajó a Europa en 1886, donde fue influenciado por los pintores de la Escuela Holandesa de La Haya, Jacob Maris y Anton Mauve. Regresó a Nueva York en 1887. Se convirtió en Académico Nacional en 1904. Sus cuadros más característicos son escenas en Long Island Sound y de la campiña de Connecticut.
Ochtman y su esposa, la consumada pintora impresionista estadounidense Mina Fonda Ochtman (1862–1924), se trasladaron a Mianus, Connecticut en 1891, donde se convirtieron en miembros fundadores de la Cos Cob Art Colony. Otros miembros de la colonia fueron John Henry Twachtman, Childe Hassam, Julian Alden Weir, Elmer Livingston MacRae y Theodore Robinson. En Grayledge, la casa que construyó con vistas al río Mianus, Ochtman instruyó a los artistas más jóvenes que se hospedaban en la cercana Bush-Holley House. En 1910 y 1911, Ochtman impartió clases para la Escuela de Verano de Nueva York en Grayledge. Los estudiantes de Ochtman incluyeron a Clark Voorhees y Harriet Randall Lumis.
En 1912, Ochtman y su amigo, el escultor Edward Clark Potter, formaron la Sociedad de Artistas de Greenwich y el Museo Bruce. Ochtman actuó como primer vicepresidente de la sociedad en 1912 y presidente de la sociedad de 1916 a 1932, y como primer conservador de arte del Museo Bruce.
La hija de Ochtman, Dorothy Ochtman (1892–1971), estudió con sus dos padres y se convirtió en una consumada pintora de naturalezas muertas.
Leonard Ochtman murió en su casa de Greenwich, Connecticut, el 27 de octubre de 1934.

## Galería

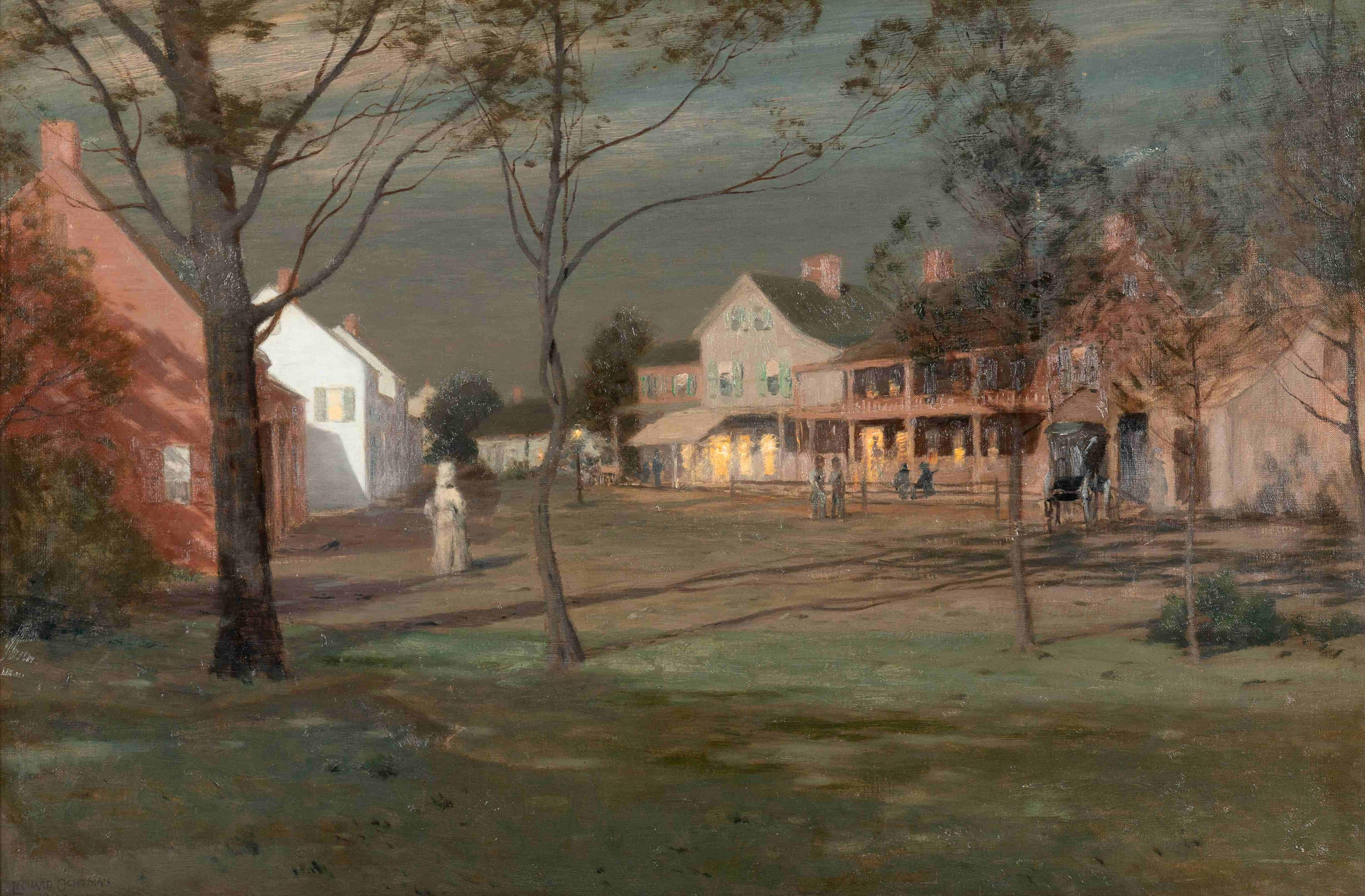
Moonlight by Leonard Ochtman, 1894
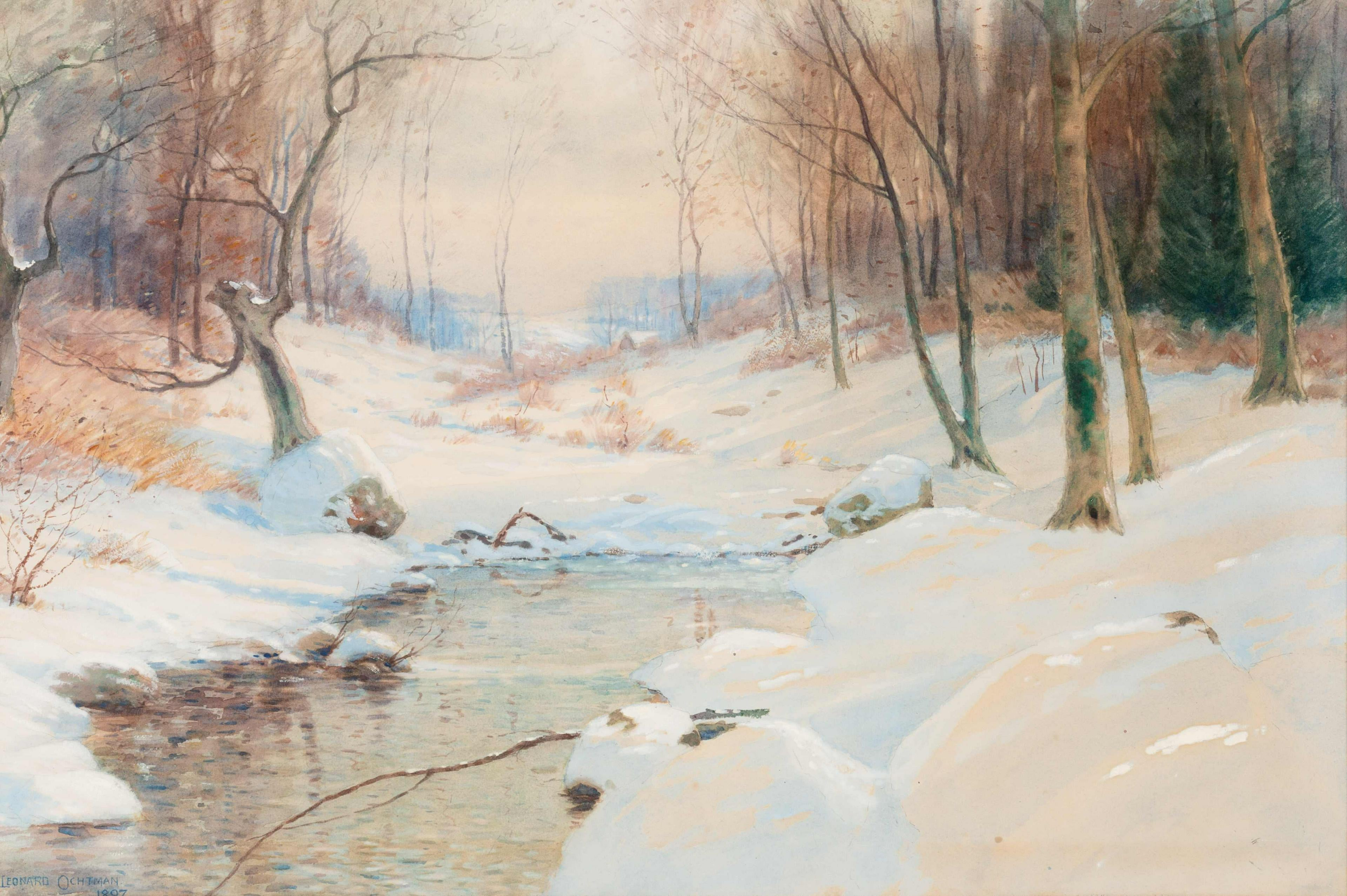
Winter by Leonard Ochtman, 1897, watercolor
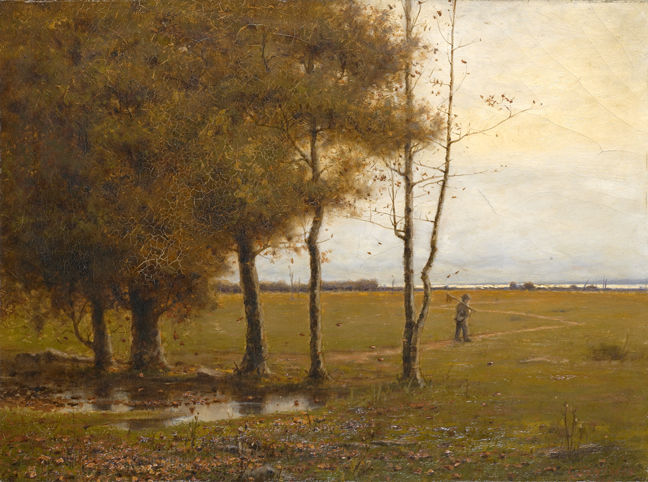
Ochtman - Landscape Path to the water
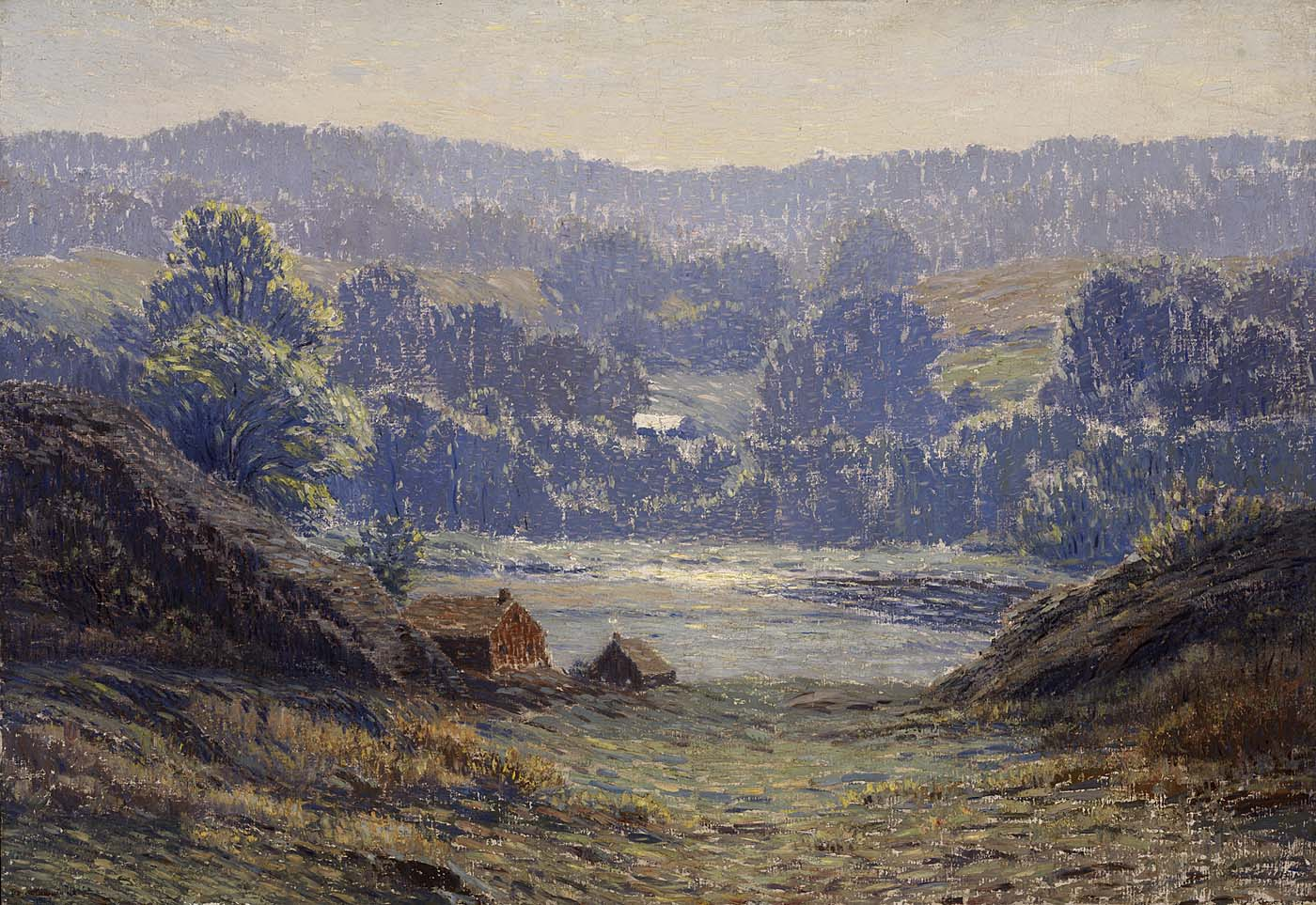
Leonard Ochtman - A Morning in Summer - 1946.10.2 - Smithsonian American Art Museum
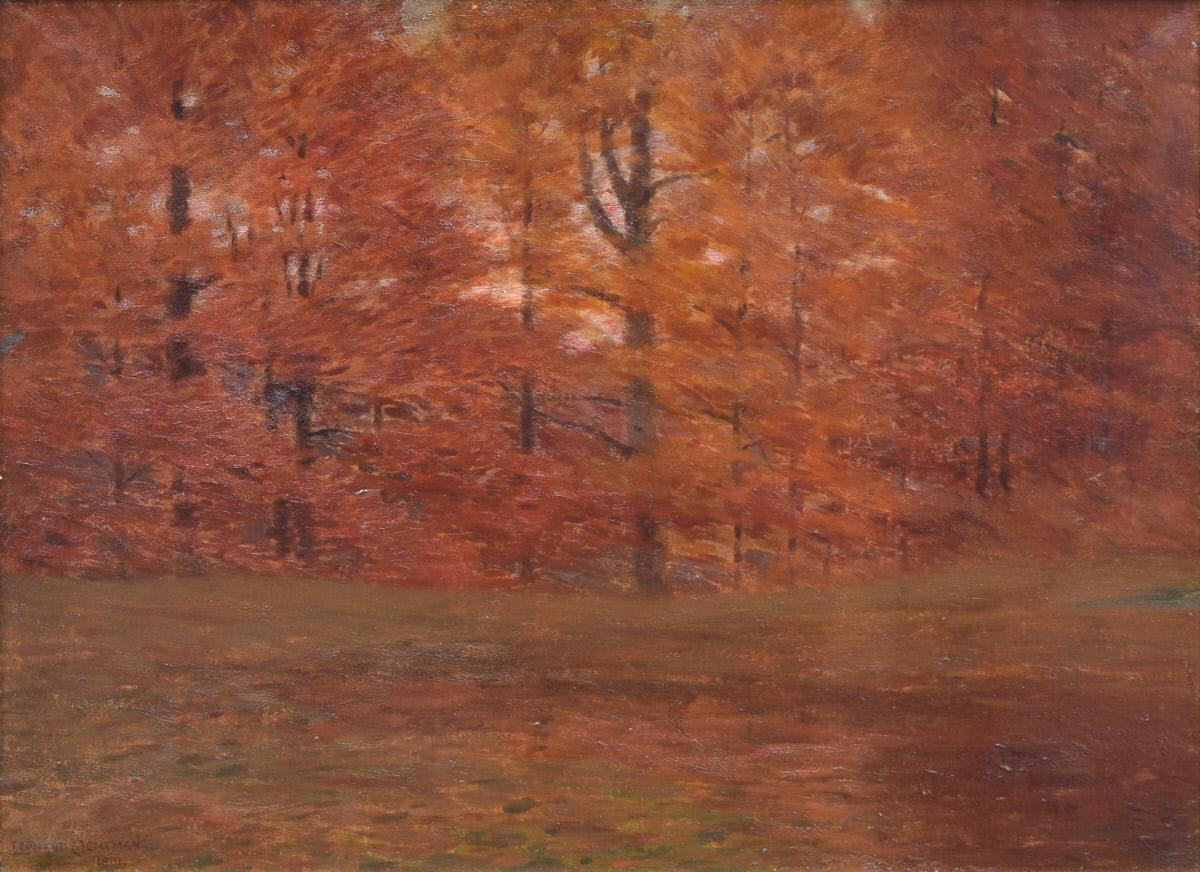
Leonard Ochtman - The Edge of the Wood - 1928.44.1 - Reading Public Museum
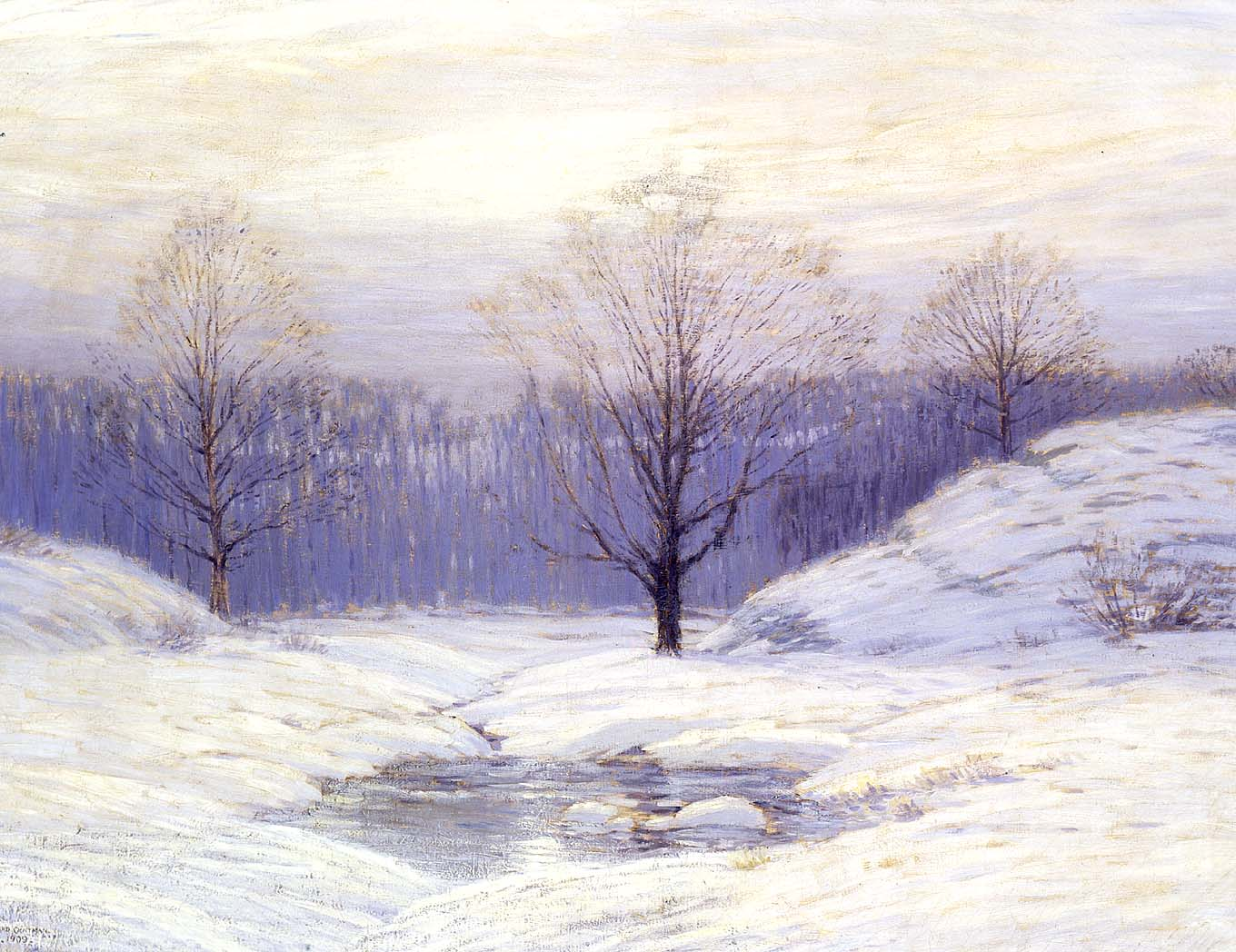
Leonard Ochtman - Morning Haze - 1909.11.2 - Smithsonian American Art Museum
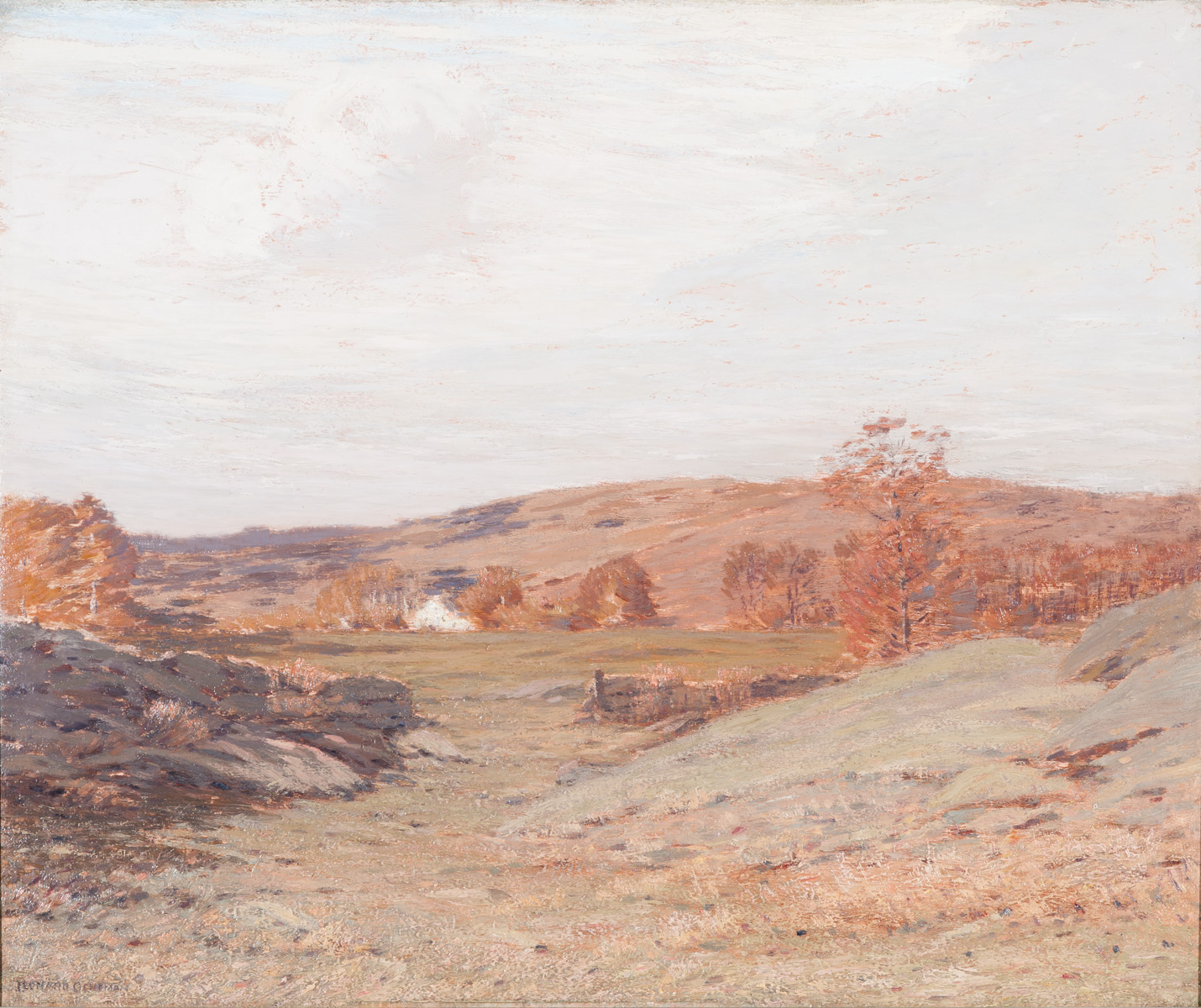
Leonard Ochtman - Old Pastures (1904)
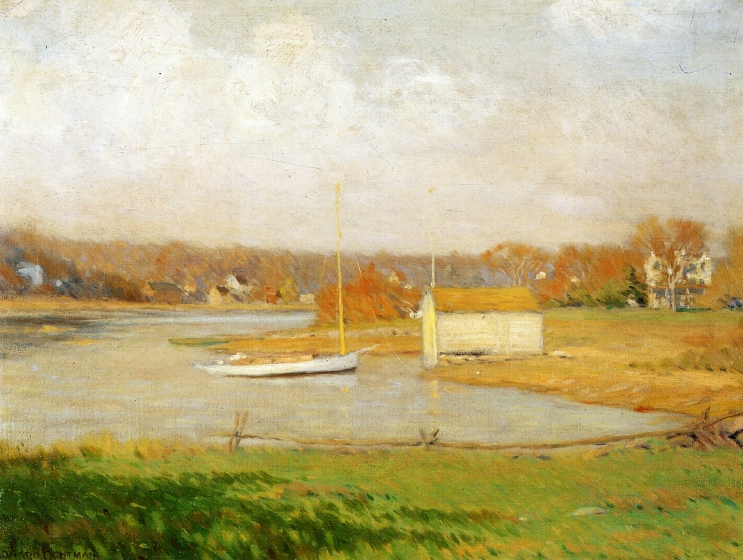
Ochtman - On the Mianus river
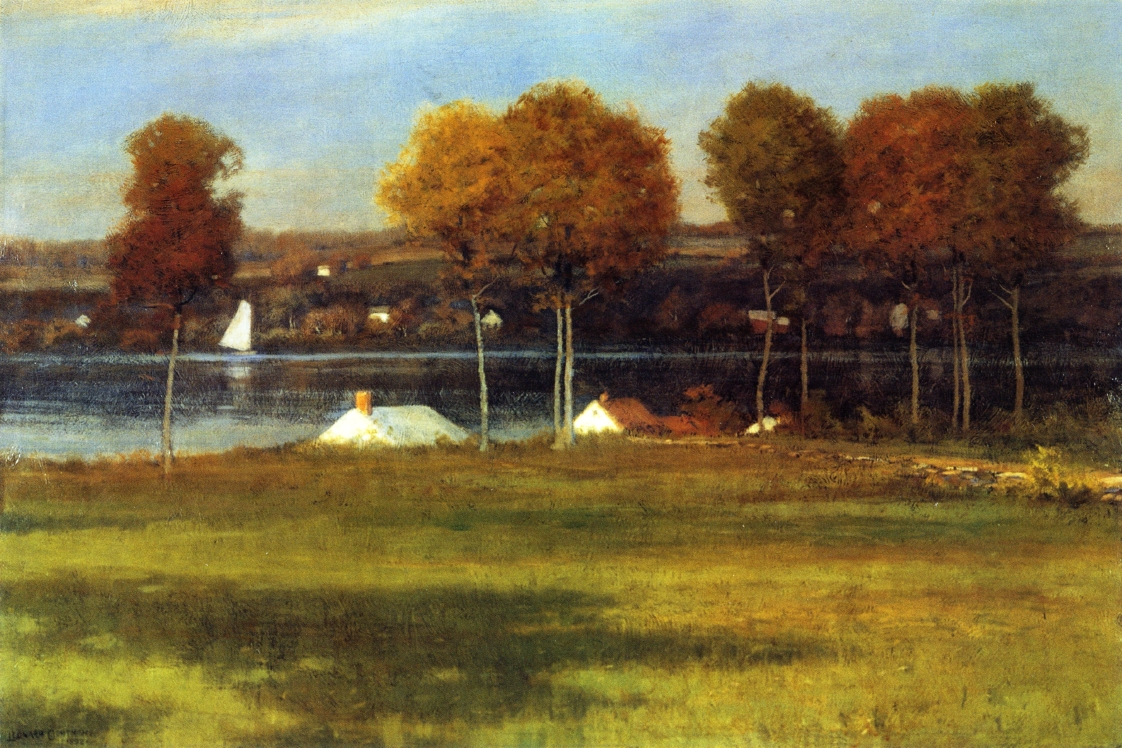
Ochtman - Mianus river.
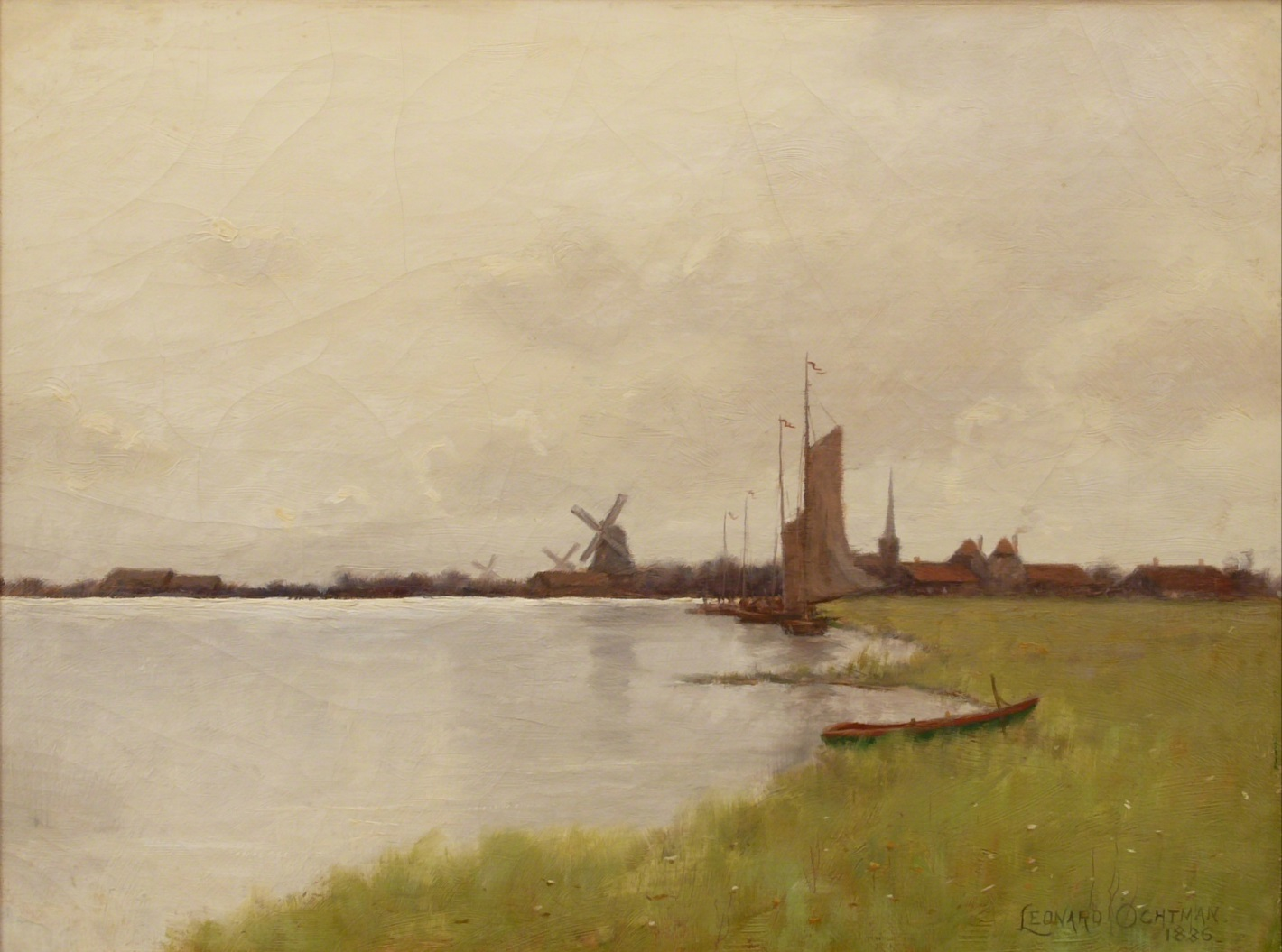
Ochtman - Dutch landscape